# Peaceful Village
Peaceful Village est un village du comté de Jefferson, dans le Missouri, aux États-Unis,. Il est incorporé en 2008.

## Démographie
Lors du recensement de 2010, le village comptait une population de 9 habitants. Elle est estimée, en 2016, à 9 habitants.

## Source de la traduction
- (en) Cet article est partiellement ou en totalité issu de l’article de Wikipédia en anglais intitulé « Peaceful Village, Missouri » (voir la liste des auteurs).